# Bubopsis rubrapunctata
Bubopsis rubrapunctata är en insektsart som beskrevs av Soumyendra Nath Ghosh 1981. Bubopsis rubrapunctata ingår i släktet Bubopsis och familjen fjärilsländor. Inga underarter finns listade i Catalogue of Life.